# Львівська бруківка
Вулиці центру міста Львів мають покриття з бруківки ще з XV століття. Використовували як кам'яну так і дерев'яну бруківку. Станом на початок XXI століття низка вулиць вкриті бруківкою, що надає місту старовинний вигляд, проте часом створює незручності для транспорту та мешканців.

## Історія львівської бруківки
У Львові брукування ринкової площі, головних вулиць міста завершили 1452 року. Перша бруківка була дерев'яною. Всі вулиці були вимощені до 1487 року Також у місті були кам'яні широкі тротуари, де могли одночасно пройти 4 людини. На брукування нових вулиць міста 1891 року міська рада призначила 600 000 золотих ринських.
Влада Львова утримували спеціальних робітників - брукарів, які вимощували вулиці. Процес укладання бруківки вимагав значного часу, після видобутку каміння досвідчені майстри за допомогою молотка та тесла надавали їм відповідної форми. Укладанню бруківки та догляду за нею були присвячені рукописи, книги, статті. 
Карети, вози, що рухалися по бруківці, гуркотіли, коні цокали. Щоб позбутися цього шуму викладали дерев'яну бруківку. Вона коштувала значно дорожче і її могли дозволити собі тільки заможні люди. Дерев'яна бруківка була викладена навколо Галицького Сейму (сучасний Головний корпус університету), біля тодішнього Головного корпусу університету (вулиця Грушевського). Також цією бруківкою мостили заїзди на подвір'я будинків з магазинами, куди доставлявся товар, щоб не турбувати мешканців. Із збільшенням автомобілів дерев'яна бруківка втратила своє значення.  У 1943 році нараховувалося 400 м вулиць з таким покриттям. . Збереглися залишки дерев'яної бруківки, вони входять в об'єкти екскурсій по місту.

## Сучасний період
У 1960-ті роки Львів займав перше місце серед великих міст за кількістю забрукованих вулиць. Згодом багато важливих вулиць засфальтували по бруківці. У 21 столітті на цих вулицях бруківка була відновлена.
У Львові розгорнулася дискусія щодо брукування вулиць. Прихильники збереження бруківки вважають, що вона є своєрідним символом міста, екологічно чиста. Шум автомобілів при пересуванні по бруківці можна зменшити встановивши обмеження швидкості на них. Їх противники вважають, що асфальт, на відміну від бруківки, дозволяє транспорту рухатися швидше, забезпечує кращу безпеку руху, на бруківці не можна нанести дорожню розмітку. При цьому вони посилаються на європейські міста, в яких бруківку замінили на асфальт

## Список вулиць вкритих бруківкою

### Вулиці повністю вкриті бруківкою
- Арсенальська
- Архипенка
- Архівна